# Charles Vane
Charles Vane (c. 1680 - 29 martie 1721) a fost un pirat englez care și-a desfășurat activitatea în Bahamas, spre sfârșitului epocii de aur a pirateriei.
Vane s-a născut probabil în Regatul Angliei în jurul anului 1680. Una dintre primele sale aventuri a fost sub conducerea lui Henry Jennings, în timpul atacului lui Jennings asupra taberei de salvare a Flotei de comori spaniole din 1715, în largul coastei Floridei . Până în 1717, Vane comanda propriile nave și era unul dintre liderii Republicii Piraților din Nassau . În 1718, Vane a fost capturat, dar a acceptat să renunțe la acțiunile sale criminale și a acceptat Iertarea Regelui; cu toate acestea, câteva luni mai târziu, el și oamenii săi, inclusiv Edward England și Jack Rackham, s-au întors la piraterie. Spre deosebire de alți căpitani pirați notabili ai epocii, cum ar fi Benjamin Hornigold și Samuel Bellamy, Vane era cunoscut pentru cruzimea sa, adesea bătând, torturând și ucigând marinari de pe navele pe care le-a capturat. În februarie 1719, Vane a fost prins de o furtună în Insulele Bay și a fost blocat pe o insulă neexplorată. După ce a fost descoperit de o navă britanică care trecea, a fost arestat și adus la Port Royal, unde a fost judecat și spânzurat în martie 1721.

## Cariera de pirat
Se știe puțin despre viața timpurie a lui Vane. A locuit în Port Royal înainte de a deveni pirat, dar cel mai probabil nu s-a născut acolo. 
Vane a lucrat cu Henry Jennings în timpul atacului lui Jennings asupra taberei de salvare a Flotei de comori spaniole din 1715. Vane a activat pentru prima dată în calitate de căpitan independent în vara anului 1717. Până în iarna acelui an, el a fost unul dintre liderii piraților care operau din Nassau . 
Când s-a aflat printre pirați că regele George I al Marii Britanii a extins o ofertă de grațiere tuturor piraților care doreau să se predea, Vane a condus pirații care s-au opus luării grațierii, care îi includea pe mulți cu înclinații iacobite.  La 23 februarie 1718, căpitanul Vincent Pearse a sosit în Nassau în HMS Phoenix (1694)⁠(en)[traduceți], pentru a-i determina pe piraţii de pe insulă să se predea.  Vane a fost capturat împreună cu șlepul său, Lark . Benjamin Hornigold, Thomas Nichols și alții l-au îndemnat pe Pearse să-l elibereze pe Vane ca o demonstrație de bună credință, ceea ce a şi făcut; Vane a cerut apoi iertarea regelui.  Însă pe 21 martie, Vane și oamenii săi (inclusiv Edward England și Calico Jack Rackham ) s-au transformat din nou în pirați, capturând o navă jamaicană.  Vane a navigat înapoi în Nassau și l-a hărțuit în mod repetat pe Pearse. Vane a părăsit Nassau pe 4 aprilie; patru zile mai târziu, Pearse a plecat cu HMS Phoenix, iar Nassau a fost controlat din nou de pirați. 
După ce a părăsit Nassau, Vane a făcut raiduri în jurul Bahamas-ului. A câștigat o reputație de cruzime; el și echipajul său băteau sau torturau adesea marinarii capturați pentru a-i obliga să-și predea obiectele de valoare. În această perioadă, echipajul lui Vane a redenumit Lark, numindu-l Ranger . 
Vane a croazierat din nou în mai și iunie, capturând, printre alte nave, o navă franceză cu douăzeci de tunuri. 
Vane s-a întors în Nassau la 22 iulie 1718, când Woodes Rogers a ajuns la Nassau pentru a prelua funcția de nou guvernator. Navele lui Rogers l-au prins pe Vane în port; Nava lui Vane era prea mare pentru a trece una dintre cele două intrări ale portului, iar cealaltă a fost blocată de flota lui Rogers. În noaptea aceea, Vane a transformat nava franceză într-o navă de foc, dându-i foc și navigând spre navele lui Rogers. Nava nu a reușit să distrugă nici o flotă a lui Rogers, cu excepția uneia, dar navele au fost forțate să se îndepărteze, deblocând canalul. Vane a comandat o mică șalupă cu 24 de tunuri, Katherine, și a scăpat de intrarea mai mică în timp ce navele lui Rogers se întorceau. 
Vane a luat nave din Bahamas în iulie, colaborând cu Charles Yeats, căpitanul inițial al corabiei Katherine . Un brigantin pe care Vane l-a capturat a devenit noul său căpitan.  În august a navigat spre Charleston și a luat opt nave acolo. După ce a confiscat o navă de sclavi, i-a pus pe sclavi la bordul navei lui Yeats; Yeats a plecat cu sclavii și s-a predat guvernatorului din Carolina de Sud în schimbul unei iertări. Comercianții din Charleston au echipat două șalupe pentru a-l vâna pe Vane, sub comanda lui William Rhett . Rhett nu a reușit să-l găsească pe Vane, dar navele sale l-au localizat și l -au capturat pe piratul Stede Bonnet . 
În august, Vane și-a îngrijit nava lângă Abaco, unde complicele său Nicholas Woodall i-a făcut contrabandă cu provizii și muniție. Hornigold devenise vânător de pirați împreună cu asociatul său John Cockram și îl urmărise pe Vane, care a scăpat; Hornigold și Cockram l-au capturat în schimb pe Woodall, care a fost închis de Rogers. 
Vane s-a întors la Nassau în septembrie pentru a se căsători, amenințând că va prelua orașul. În octombrie, Vane a navigat la Ocracoke Inlet și s-a întâlnit cu Barba Neagră, încercând probabil să-l convingă pe Barba Neagră să își unească forțele cu el; cele două echipaje au sărbătorit câteva zile, dar s-au despărțit după aceea. 
În octombrie, Vane a atacat Eleuthera, furând băuturi alcoolice și animale.  La 23 noiembrie, Vane a văzut o fregată mare, dar când a ridicat steagul Jolly Roger, fregata a răspuns ridicând un steag naval francez și deschizând focul. Vasul lui Vane a fost depășit și el a ordonat să se retragă.  Echipajul lui Vane a văzut acest lucru ca pe un act de lașitate. A fost votată comanda în favoarea lui Calico Jack Rackham. Vane și alți șaisprezece piraţi care l-au susținut, inclusiv primul său partener Robert Deal,  au fost puși pe balustradă. 
Vane a navigat spre Insulele Bay, capturând corăbiile de-a lungul drumului, dintre care unul a fost preluat de piratul Deal.  În februarie 1719, Vane și Deal au fost prinși într-un uragan și separați; Vane a naufragiat pe o insulă nelocuită.  Când navele englezești au sosit pentru a colecta apă de lângă insulă, Vane a încercat să se alăture unuia dintre echipaje sub un nume fals. A fost recunoscut de un vechi cunoscut și arestat. 
Vane a fost dus în Spanish Town, Jamaica și a fost ținut în închisoare pentru mult timp. La 22 martie 1721, a fost judecat pentru piraterie și găsit vinovat. Vane a aflat că Deal a fost judecat, condamnat și spânzurat cu puţin timp mai devreme.  Vane a fost condamnat la moarte, iar la 29 martie a fost spânzurat la Gallows Point din Port Royal. Cadavrul său a fost atârnat în lanțuri la Gun Cay . 

## În cultura populară
W. Morgan Sheppard l-a interpretat pe Vane în filmul de familie din 1999 Treasure of Pirate's Point . 
Vane apare și ca personaj secundar în jocul video 2013 Assassin's Creed IV: Black Flag,  în care a fost dublat de Ralph Ineson . 
Zach McGowan l-a interpretat pe Charles Vane în seria de televiziune  Black Sails (2014–2017). 
Tom Padley joacă în șase episoade rolul lui Vane, 2021 Netflix The Lost Pirate Regatul .